# Ca Fàbregas (Valls)
Ca Fàbregas, o Ca Vives Pi, és un edifici del municipi de Valls (Alt Camp) obra de Cèsar Martinell protegit com a bé cultural d'interès local.

## Descripció

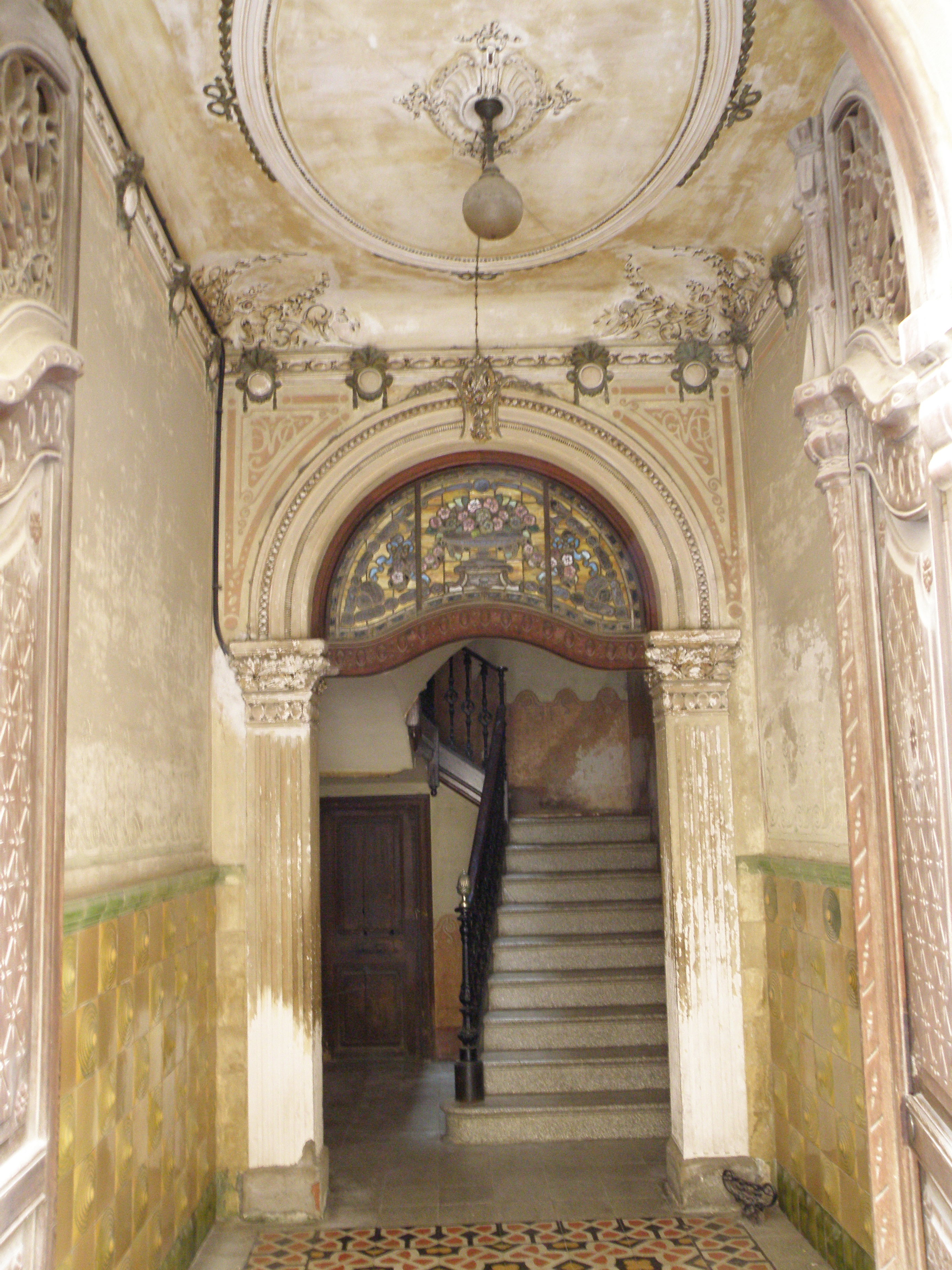
Vestíbul

És un edifici en cantonada, entre mitgeres, compost de planta baixa, entresòl, tres pisos i terrat. Hi ha una clara diferència entre l'estructura constructiva de l'edifici, pròpia del segle xix, i la seva decoració en façana i vestíbul, corresponent als corrents estilístics de principis del segle xx. En el primer aspecte cal remarcar els volums de balcons decreixents en alçada i la simplicitat compositiva. Propis del segle xx, en canvi, són el forjats dels balcons (especialment els del primer pis), el tractament de la porta d'accés i el vestíbul, i la decoració general de la façana (motllures i esgrafiats).

## Història
L'origen de l'edifici s'inscriu en el procés de desenvolupament urbanístic de la plaça del Pati al llarg del segle xix. A principis del segle xx, coincidint amb la construcció d'una sèrie d'edificis que donaven al Pati una fesomia de representativitat social (edificis antics, modernistes, noucentistes), es va encarregar a Cèsar Martinell la remodelació del l'edifici, que va quedar integrat en el conjunt de la Plaça. Martinell utilitzà en aquesta obra el programa decoratiu noucentista (esgrafiats) amb elements del llenguatge modernista (forja).